# Эскадренные миноносцы типа «Форрест Шерман»
Эскадренные миноносцы типа «Форрест Шерман» — тип эскадренных миноносцев, состоявший на вооружении ВМС США с 1955 по 1988 годы. Всего было построено 18 эсминцев этого типа. Тип назван по головному кораблю USS Forrest Sherman, который, в свою очередь, назван в честь адмирала Форреста Персиваля Шермана. 4 корабля серии сохранены в качестве музеев.
В середине 1960-х годов четыре эсминца были переоборудованы и стали известны как тип «Декейтер», с расширенными возможностями корабельной ПВО. Восемь других кораблей были модернизированы в части противолодочного вооружения и стали именоваться, как тип «Барри».

## История создания
Эсминцы типа «Форрест Шерман» стали первыми кораблями этого класса в ВМС США, спроектированными и построенными после Второй мировой войны, за исключением кораблей типа «Митчер», которые классифицировались как лидеры.
7 последних единиц, начиная с USS Hull (DD-945), отличались новой системой контроля за паровыми котлами фирмы B&W Bailey Meter Company и иногда рассматриваются как отдельный тип (эсминцы типа «Халл»). Заказ на первые корабли типа поступил 10 марта 1951 года. Строительство продолжалось в течение 1950-х годов, последний корабль серии, USS Turner Joy (DD-951), вошел в состав ВМС 3 августа 1959 года.

## Конструкция и модернизации
Бомбометы «Хеджехог» и 76-мм орудия, входившие в состав первоначального вооружения, были сняты в течение 1960-х — 1970-х годов. Торпедные аппараты в ходе службы также были заменены на новые 324-мм противолодочные Mark 32.
8 кораблей (впоследствии известных под обозначением «тип „Барри“») были модернизированы с расширением возможностей ПЛО. Модернизация предусматривала замену одного из орудий калибра 127 мм (№ 2) на ПУ ПЛУР ASROC и установку усовершенствованного гидроакустического оборудования.
USS John Paul Jones (DD-932), USS Parsons (DD-949), USS Decatur (DD-936), USS Somers (DD-947) были модернизированы в эсминцы УРО и стали известны как тип «Декейтер». Изначально, в конце 1950-х планировалось сделать все 18 единиц серии эсминцами УРО, однако программа была урезана вследствие высокой стоимости и ряда других причин.
USS Hull (DD-945) в 1975  — 1978  был тестовым кораблем для испытаний экспериментального 203-мм 55-калиберного корабельного орудия Mark 71. Программа в итоге была отменена и на прежнее место вновь вернули 127-мм АУ. Таким образом, USS Hull (DD-945) является единственным в истории эсминцем, оснащенным 203-мм артиллерией.

## Завершение службы
Из 18 эсминцев типа «Форрест Шерман», 9 были потоплены в ходе учений флота, 5 были проданы на слом. 4 корабля дожили до наших дней — 2 уже являются музеями, 2 ожидают превращения в мемориалы.

## Список кораблей типа
| Название корабля                | Номер         | Фирма-строитель                         | Дата принятия в состав флота- Дата вывода из состава флота | Судьба                                                                          | Примечания |
| ------------------------------- | ------------- | --------------------------------------- | ---------------------------------------------------------- | ------------------------------------------------------------------------------- | ---------- |
| USS Forrest Sherman (DD-931)    | DD-931        | Bath Iron Works                         | 1955-1982                                                  | Выведен из состава флота, ожидает превращения в музей/мемориал, 10/10/1996      | [ 2 ]      |
| USS John Paul Jones (DD-932)    | DD-932/DDG-32 | Bath Iron Works                         | 1956-1982                                                  | Потоплен в ходе учений флота, 01/31/2001                                        | [ 3 ]      |
| USS Barry (DD-933)              | DD-933        | Bath Iron Works                         | 1956-1982                                                  | Превращен в корабль-музей ВМС, 01/31/1983; находится в г. Вашингтон.            | [ 4 ]      |
| USS Decatur (DD-936)            | DD-936/DDG-31 | Bethlehem Steel, Fore River Shipyard    | 1956-1983                                                  | Потоплен в ходе учений флота, 07/21/2004                                        | [ 5 ]      |
| USS Davis (DD-937)              | DD-937        | Bethlehem Steel, Fore River Shipyard    | 1957-1982                                                  | Продан на слом, 06/30/1994                                                      | [ 6 ]      |
| USS Jonas Ingram (DD-938)       | DD-938        | Bethlehem Steel, Fore River Shipyard    | 1957-1983                                                  | Потоплен в ходе учений флота, 07/23/1988                                        | [ 7 ]      |
| USS Manley (DD-940)             | DD-940        | Bath Iron Works                         | 1957-1983                                                  | Продан на слом, 06/30/1994                                                      | [ 8 ]      |
| USS Du Pont (DD-941)            | DD-941        | Bath Iron Works                         | 1957-1983                                                  | Продан на слом, 12/11/1992                                                      | [ 9 ]      |
| USS Bigelow (DD-942)            | DD-942        | Bath Iron Works                         | 1957-1982                                                  | Потоплен в ходе учений флота, 04/02/2003                                        | [ 10 ]     |
| USS Blandy (DD-943)             | DD-943        | Bethlehem Steel, Fore River Shipyard    | 1957-1982                                                  | Продан на слом, 06/30/1994                                                      | [ 11 ]     |
| USS Mullinnix (DD-944)          | DD-944        | Bethlehem Steel, Fore River Shipyard    | 1958-1983                                                  | Потоплен в ходе учений флота, 08/23/1992                                        | [ 12 ]     |
| USS Hull (DD-945)               | DD-945        | Bath Iron Works                         | 1958-1983                                                  | Потоплен в ходе учений флота, 04/07/1998                                        | [ 13 ]     |
| USS Edson (DD-946)              | DD-946        | Bath Iron Works                         | 1958-1988                                                  | Выведен из состава флота, ожидает превращения в музей/мемориал, 06/14/2004      | [ 14 ]     |
| USS Somers (DD-947)             | DD-947/DDG-34 | Bath Iron Works                         | 1959-1982                                                  | Потоплен в ходе учений флота, 07/22/1998                                        | [ 15 ]     |
| USS Morton (DD-948)             | DD-948        | Ingalls Shipbuilding                    | 1959-1982                                                  | Продан на слом, 03/04/1992                                                      | [ 16 ]     |
| USS Parsons (DD-949)            | DD-949/DDG-33 | Ingalls Shipbuilding                    | 1959-1982                                                  | Потоплен в ходе учений флота, 04/25/1989                                        | [ 17 ]     |
| USS Richard S. Edwards (DD-950) | DD-950        | Puget Sound Bridge and Dredging Company | 1959-1982                                                  | Потоплен в ходе учений флота, 04/10/1997                                        | [ 18 ]     |
| USS Turner Joy (DD-951)         | DD-951        | Puget Sound Bridge and Dredging Company | 1959-1982                                                  | Превращен в корабль-музей, 04/10/1991; находится в г. Бремертон, штат Вашингтон | [ 19 ]     |